# Lasionycta albertensis
Lasionycta albertensis là một loài bướm đêm trong họ Noctuidae.